# Corbița
Corbița è un comune della Romania di 1 979 abitanti, ubicato nel distretto di Vrancea, nella regione storica della Moldavia. 
Il comune è formato dall'unione di 9 villaggi: Buda, Corbița, Izvoarele, Lărgășeni, Ocheșești, Rădăcinești, Șerbănești, Tuțu, Vâlcelele.
La sede comunale è ubicata nell'abitato di Șerbănești.